# Paonias myops
Paonias myops is een vlinder uit de onderfamilie Smerinthinae van de familie pijlstaarten (Sphingidae).
De spanwijdte is 45 tot 75 mm, het vrouwtje is wat groter dan het mannetje. De voorvleugel heeft een bruine grondkleur met grijze tekening. Bij de apex en in de binnenrandhoek bevinden zich oranje vlekken. Op de achtervleugel bevindt zich bij de binnenrandhoek een zwart met blauwe oogvlek.
De soort gebruikt allerlei planten als waardplant, zoals Prunus, krentenboompje en linde. Als imago neemt hij geen voedsel meer op.
De soort wordt aangetroffen in Noord-Amerika. In het noorden van zijn areaal vliegt hij van mei tot september, in het zuiden van februari tot oktober.

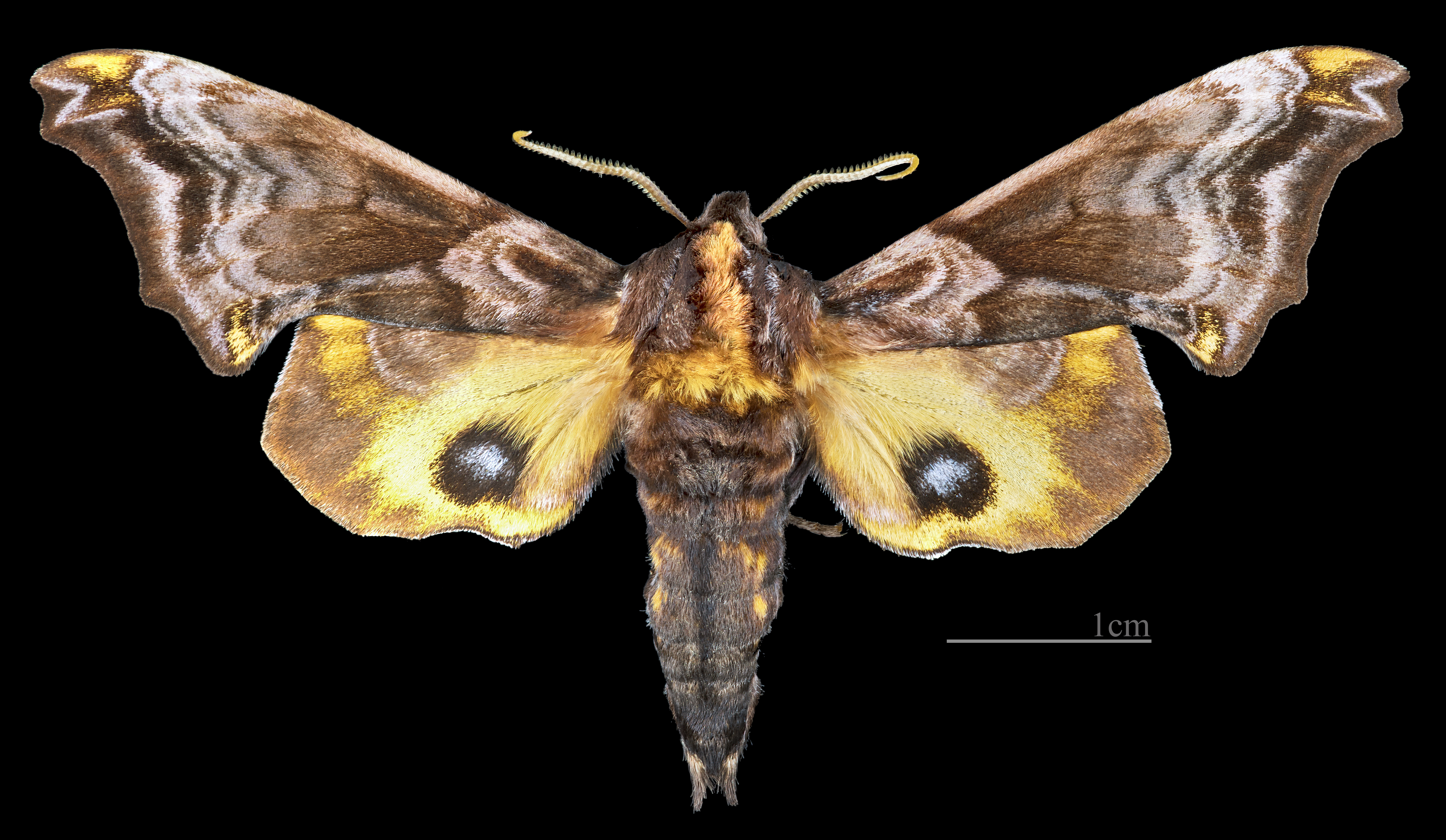
Paonias myops  ♂
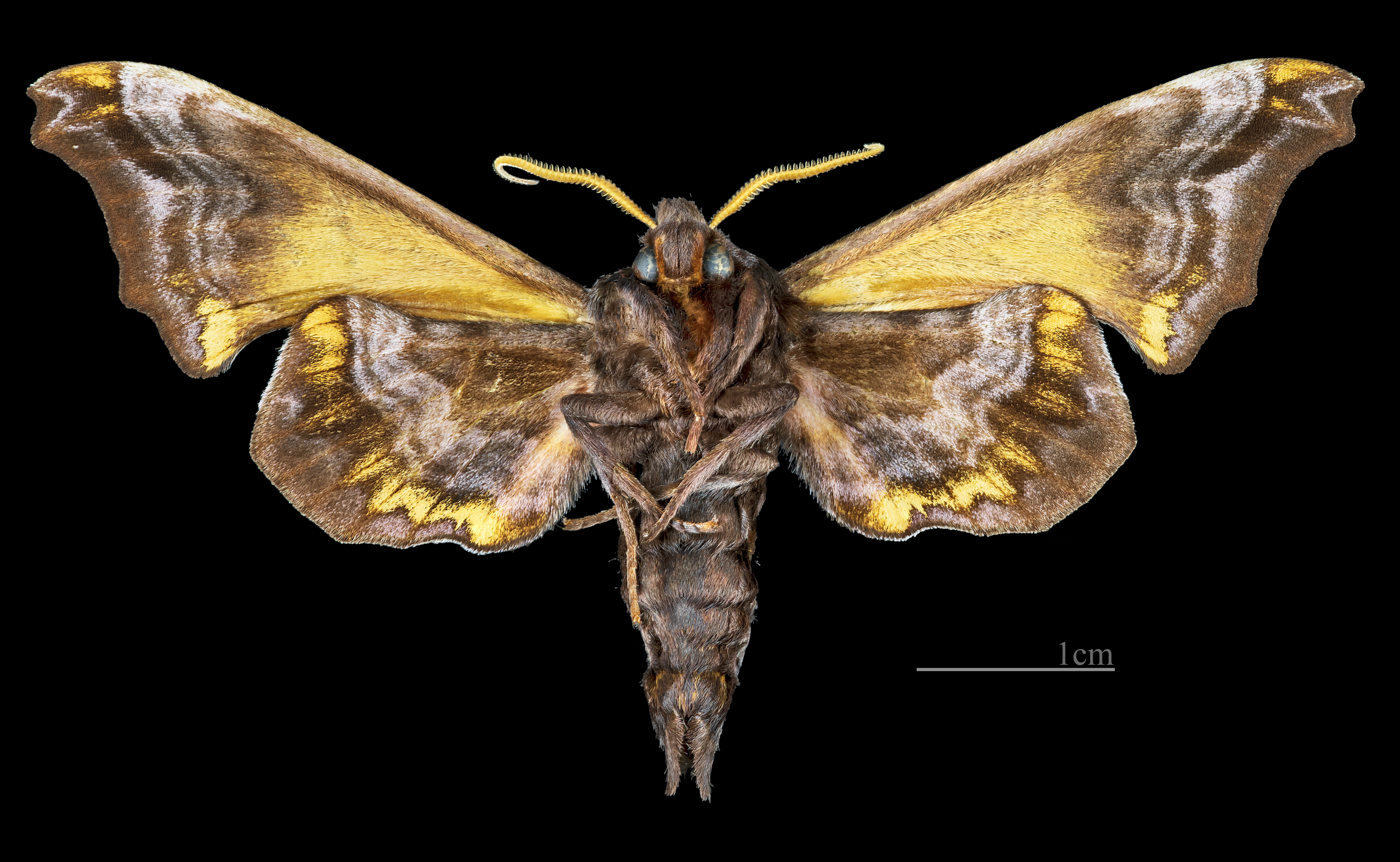
Paonias myops  ♂ △
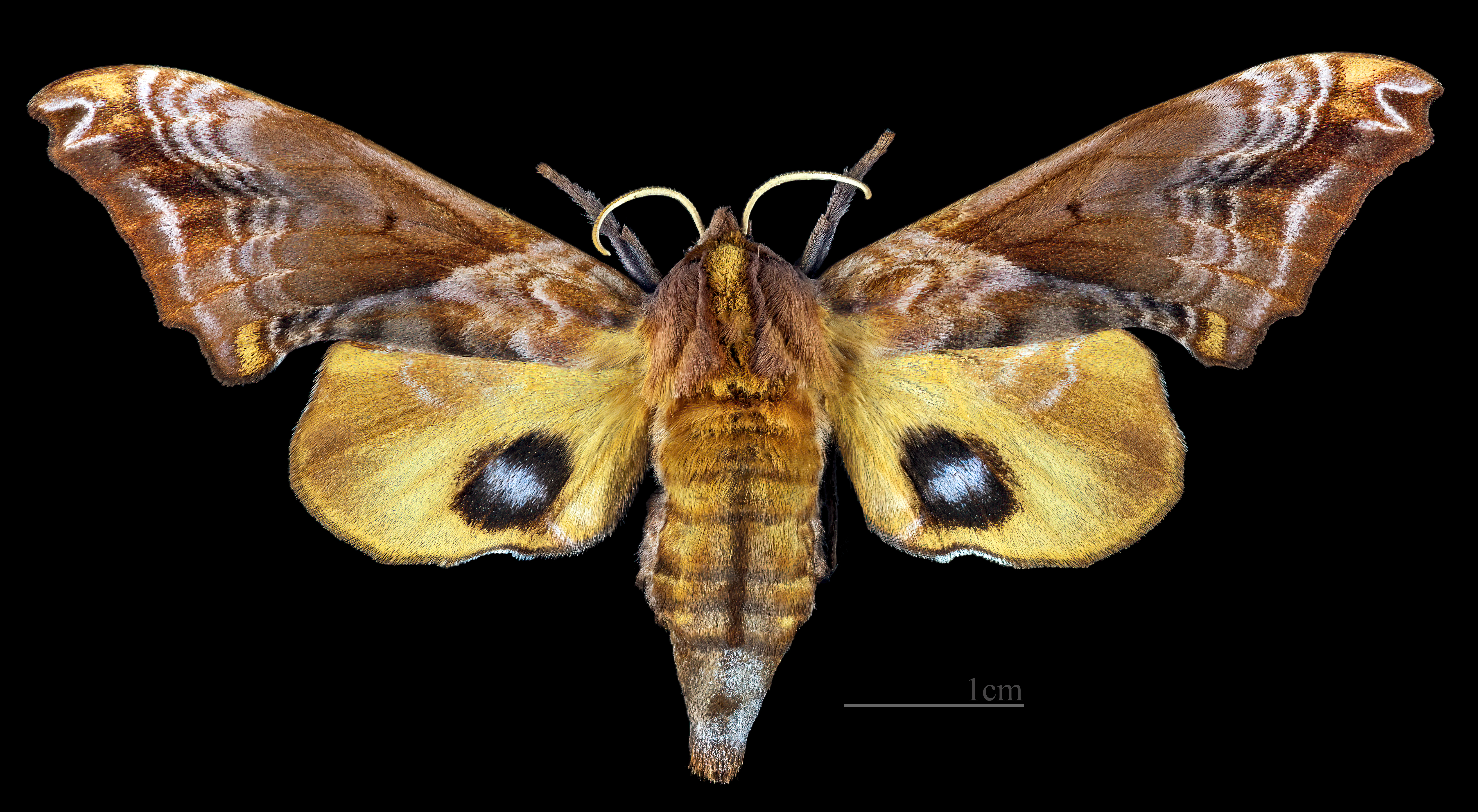
Paonias myops  ♀
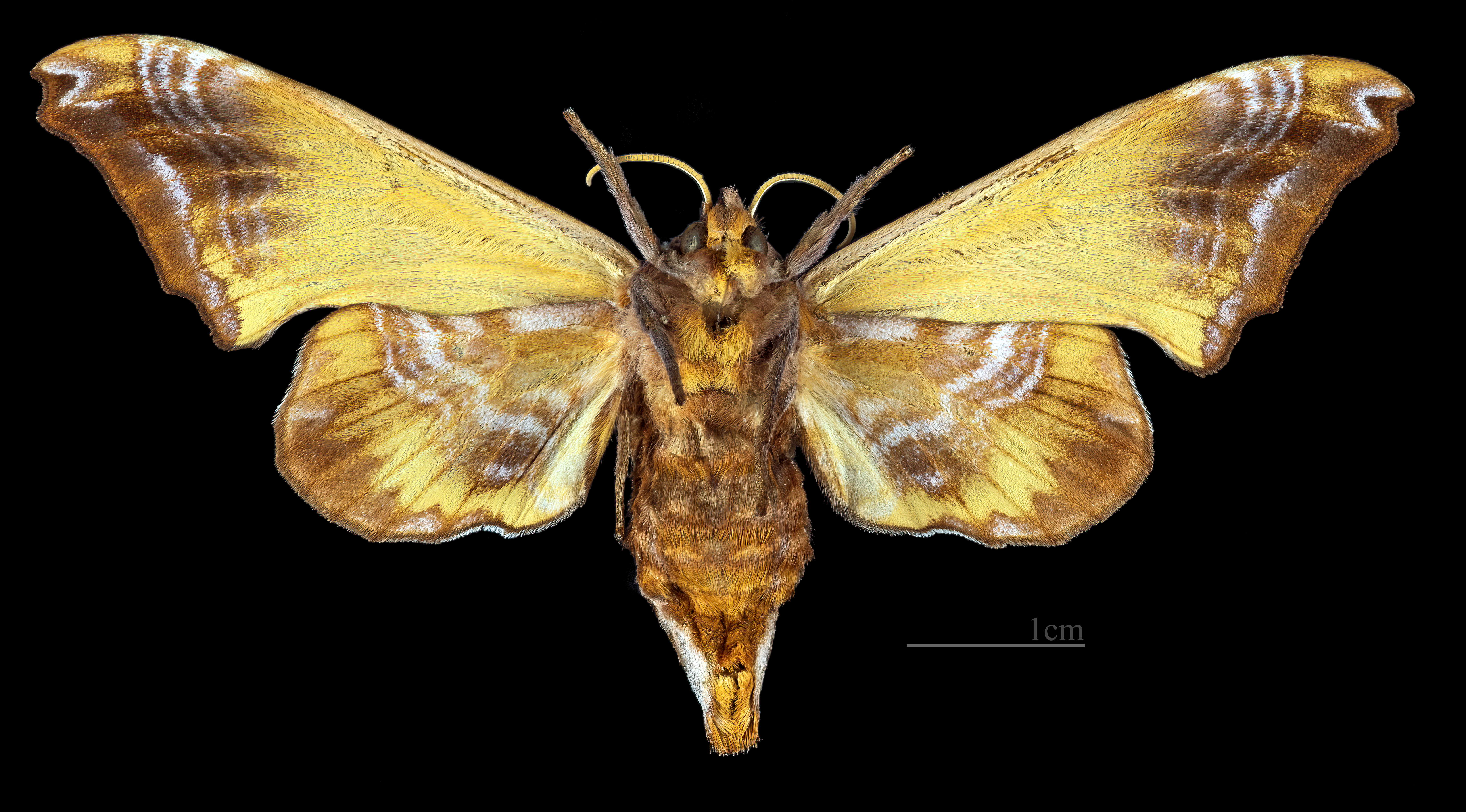
Paonias myops  ♀ △